# 14589 Stevenbyrnes
14589 Stevenbyrnes este un asteroid din centura principală de asteroizi.

## Descriere
14589 Stevenbyrnes este un asteroid din centura principală de asteroizi. A fost descoperit pe 14 septembrie 1998 la Socorro, New Mexico, în cadrul proiectului LINEAR. Asteroidul prezintă o orbită caracterizată de o semiaxă mare de 2,44 ua, o excentricitate de 0,19 și o înclinație de 5,4° în raport cu ecliptica.